# Gamecrazy
Gamecrazy var en TV-spelsuthyrningskedja. Butikerna fanns ofta i anslutning till Hollywood Videos butiker.
Efter att moderbolaget Movie Gallery försattes i konkurs 2010 kvarstod endast två butiker, båda i Salem, Oregon.